# (32837) 1992 EK7
1992 EK7 (asteroide 32837) é um asteroide da cintura principal. Possui uma excentricidade de 0.13599700 e uma inclinação de 6.61381º.
Este asteroide foi descoberto no dia 1 de março de 1992 por UESAC em La Silla.